# Tir aux Jeux africains de 2019
Navigation
1995
Les compétitions de tir aux Jeux africains de 2019 ont lieu du 25 au 30 août 2019 au centre des Chênes Laarjat à Rabat, au Maroc. Cette discipline refait son apparition dans le programme des Jeux africains, après les éditions de 1991 et de 1995.

## Médaillés

### Hommes
| Épreuves | Or                      | Argent                   | Bronze                |
| -------- | ----------------------- | ------------------------ | --------------------- |
| Trap     | Ahmed Kamar (EGY)       | Redouane Mouqtadir (MAR) | Younes Haj Ali (MAR)  |
| Skeet    | Mustapha Neblaoui (MAR) | Hassane Ramlaoui (SEN)   | Sarkis Martayan (EGY) |

### Femmes
| Épreuves | Or                     | Argent                 | Bronze                 |
| -------- | ---------------------- | ---------------------- | ---------------------- |
| Trap     | Maggy Ashmawy (EGY)    | Yasmine Marirhi (MAR)  | Saadia Zeggane (ALG)   |
| Skeet    | Ibtissam Marirhi (MAR) | Amira Aboushokka (EGY) | Yasmina Mesfioui (MAR) |

### Mixte
| Épreuves         | Or                               | Argent                               | Bronze                              |
| ---------------- | -------------------------------- | ------------------------------------ | ----------------------------------- |
| Trap par équipes | Égypte Ahmed Kamar Maggy Ashmawy | Maroc Younes Haj Ali Yasmine Marirhi | Égypte Ahmed Zaher Suzan Khairallah |

## Tableau des médailles
| Rang  | Nation  | Or | Argent | Bronze | Total |
| ----- | ------- | -- | ------ | ------ | ----- |
| 1     | Égypte  | 3  | 1      | 2      | 6     |
| 2     | Maroc   | 2  | 3      | 2      | 7     |
| 3     | Sénégal | 0  | 1      | 0      | 1     |
| 4     | Algérie | 0  | 0      | 1      | 1     |
| Total | Total   | 5  | 5      | 5      | 15    |